# Campionati arabi di lotta
I Campionati arabi di lotta sono una competizione sportiva annuale dei Paesi arabi, sotto l'egida della Federazione internazionale delle lotte associate (UWW). Le edizioni prevedono lo svolgimento delle specialità della lotta greco-romana maschile e della lotta libera maschile e femminile.
L'evento si svolge con cadenza annuale.

## Paesi partecipanti
I Paesi partecipanti ai Campionati arabi sono:
- Algeria
- Arabia Saudita
- Bahrein
- Egitto
- Giordania
- Iraq
- Libano
- Yemen
- Libia
- Marocco
- Palestina
- Qatar
- Tunisia
- Sudan
- Kuwait
- Emirati Arabi Uniti

## Edizioni
| Anno | Nazione | Luogo           |
| ---- | ------- | --------------- |
| 1979 | Tunisia | Bizerte         |
| 1983 | Marocco | Casablanca      |
| 1987 | Iraq    | Baghdad         |
| 2010 | Qatar   | Doha            |
| 2012 | Egitto  | Il Cairo        |
| 2013 | Qatar   | Doha            |
| 2015 | Marocco | El-Jadida       |
| 2018 | Egitto  | Sharm el-Sheikh |
| 2019 | Egitto  | Il Cairo        |
| 2021 | Egitto  | Sharm el-Sheikh |
| 2022 | Egitto  | Sharm el-Sheikh |
| 2023 | Iraq    | Baghdad         |
| 2024 | Tunisia | Tunisi          |

## Medagliere
| Posiz. | Nazione             | Oro | Argento | Bronzo | Totale |
| ------ | ------------------- | --- | ------- | ------ | ------ |
| 1      | Egitto              | 69  | 21      | 13     | 103    |
| 2      | Iraq                | 59  | 35      | 22     | 116    |
| 3      | Marocco             | 30  | 13      | 8      | 51     |
| 4      | Algeria             | 22  | 34      | 22     | 73     |
| 5      | Tunisia             | 20  | 33      | 27     | 80     |
| 6      | Giordania           | 14  | 36      | 15     | 65     |
| 7      | Bahrein             | 8   | 1       | 0      | 9      |
| 8      | Siria               | 4   | 10      | 14     | 28     |
| 9      | Qatar               | 4   | 3       | 6      | 16     |
| 10     | Arabia Saudita      | 1   | 25      | 31     | 56     |
| 9      | Libia               | 1   | 1       | 8      | 10     |
| 12     | Yemen               | 0   | 4       | 16     | 20     |
| 13     | Sudan               | 0   | 4       | 11     | 15     |
| 14     | Kuwait              | 0   | 2       | 9      | 11     |
| 14     | Palestina           | 0   | 2       | 9      | 11     |
| 16     | Libano              | 0   | 2       | 4      | 6      |
| 17     | Emirati Arabi Uniti | 0   | 2       | 2      | 4      |
| 18     | Sudafrica           | 0   | 1       | 0      | 1      |
| Totale | Totale              | 232 | 229     | 212    | 673    |